# Pagoda Mahazedi
La pagoda Mahazedi (in birmano မဟာစေတီ) è una pagoda birmana che si trova a Pegu nel Myanmar.

## Storia
La pagoda fu costruita dal re birmano Bayinnaung per ospitare la reliquia di un dente del Buddha incastonata d'oro e gioielli, replica di quella che il re di Kotte Dharmapala aveva donato alla figlia.
La costruzione della pagoda iniziò nel novembre del 1559 e fu completata nel maggio del 1560, anche se la guglia venne innalzata solo il 2 gennaio 1561. Le reliquie giunsero nel 1576 ma, nel 1599, il re Anaukpetlun portò le reliquie a Toungoo, finché non vennero infine trasferite alla pagoda Kaunghmudaw a Sagaing.
Nel corso della sua storia, la pagoda Mahazedi è stata distrutta più volte a causa di terremoti e saccheggi e l'attuale ricostruzione è stata completata nel 1982.
La pagoda ha un diametro di 100 taung (pari a circa 46 metri) e un'altezza di 150 taung (pari a circa 68 metri) esclusa la guglia a forma di ombrello.